# Половков Савелій Федорович
Савелій Федорович Половков (1915, село Дніпровка, тепер Кам'янсько-Дніпровського району Запорізької області — ?) — український радянський діяч, бригадир колгоспу імені Ворошилова Кам'янсько-Дніпровського району Запорізької області. Герой Соціалістичної Праці (16.02.1948). Депутат Верховної Ради СРСР 3-го скликання (в 1951—1954 роках).

## Життєпис
Народився в селянській родині. Працював колгоспником колгоспу імені Ворошилова Кам'янсько-Дніпровського району Запорізької області.
Під час німецько-радянської війни служив телефоністом 3-го класу — старшим краснофлотцем Кіркенеської дільниця СНіС Печенгської військово-морської бази Кольського морського оборонного району Північного флоту. 
На 1947—1951 роки — бригадир рільничої бригади колгоспу імені Ворошилова села Новодніпровка Кам'янсько-Дніпровського району Запорізької області. У 1947 році зібрав урожай озимої пшениці 36,12 центнерів з гектара на площі 35,4 гектара.

## Нагороди
- Герой Соціалістичної Праці (16.02.1948)
- орден Леніна (16.02.1948)
- медаль «За бойові заслуги» (29.05.1945)